# Aquaporina 4
L'aquaporina 4, també anomenada AQP4, és una proteïna de la família de les aquaporines, una família de proteïnes integrals de membrana que funcionen com a canals d'aigua a través de la membrana plasmàtica. La diferència essencial entre les diferents aquaporines és que, segons la mida del porus, poden deixar passar molècules de diferents mides. Això ve donat per les diferents seqüències d'aminoàcids que les conformen.
L'aquaporina 4 és especialment important perquè permet el moviment de l'aigua a través de les membranes plasmàtiques al cervell un cop madur, ja que no s'ha trobat l'expressió d'aquesta proteïna en el desenvolupament fetal.

## Localització

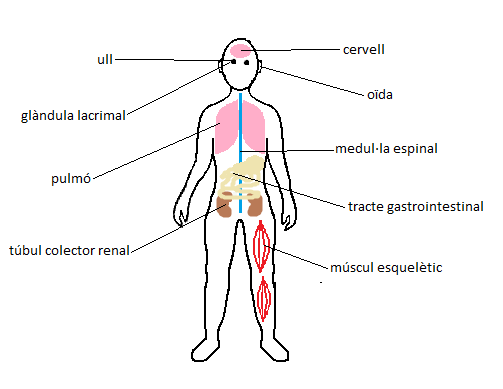
localització de l'aquaporina 4 al cos humà

Els òrgans caracteritzats pel gran moviment de massa d'aigua (ulls, pulmons, ronyons) presenten abundància d'aquaporines, mentre que altres zones com el cervell, on el flux d'aigua a través de la membrana cel·lular és escàs, hi ha una distribució i una presència limitades d'aquestes proteïnes. Cal destacar que AQP4 és una proteïna principalment de la cara basolateral de les cèl·lules, així com l'AQP3.
L'aquaporina 4 s'ha trobat a diferents parts del cos humà, concretament al cervell, al tracte gastrointestinal, al túbul col·lector renal, a la medul·la espinal, a l'oïda, al pulmó, al múscul esquelètic, a l'ull (a la retina, a l'iris i al cos ciliar) i a la glàndula lacrimal. En moltes d'aquestes localitzacions no es troba sola, sinó que hi ha diferents tipus d'aquaporines alhora a les cèl·lules. Per exemple, a l'ull s'hi troben moltes altres com l'AQP1, l'AQP3 o l'AQP5, al cervell hi podem trobar l'AQP1 o l'AQP9 i al pulmó s'hi troben l'AQP1 i l'AQP3, totes aquestes a més de l'AQP4.

### Localització i funció al cervell
Dins del cervell, s'ha detectat la presència d'AQP4 al còrtex cerebral, al cerebel i a la medul·la espinal mitjançant tècniques de localització del mRNA que codifica aquesta proteïna. No s'ha detectat als plexes coroides, un fet sorprenent atès que AQP1 és molt abundant i important en aquesta zona, ja que s'hi forma el líquid cefalorraquidi. Tot i així, s'han detectat nivells alts del mRNA d'AQP4 a les cèl·lules ependimàries que recobreixen la superfície del cervell en contacte amb l'espai subaracnoidal, una zona recoberta pel líquid cefalorraquidi. Aquest fet és prou clar donada la funció de contenció de líquids d'aquestes cèl·lules també presents als plexes coroides. També s'ha pogut veure la presència d'AQP4 abundant als nuclis paraventricular i supraòptic i a diverses capes neuronals a causa de la presència d'astròcits. En conclusió, podem dir que AQP4 i també AQP1 estan involucrades en la regulació del balanç d'aigua entre el parènquima cerebral i el líquid cefalorraquidi.
Cal remarcar aquelles zones on l'AQP4 és especialment important, com als astròcits, un tipus de cèl·lules glials de determinades zones del cervell que donen suport bioquímic a les neurones, ja que aquesta és l'única aquaporina que hi podem trobar. Al cervell no en trobem gaires perquè cal minimitzar les variacions del medi extracel·lular que podrien afectar la comunicació neuronal. Donat l'espai reduït del crani, la regulació de les sals i de l'aigua és essencial per a les funcions habituals del cervell animal, ja que, per exemple, petits canvis en l'osmolalitat al voltant dels nuclis supraòtpic i paraventricular provoquen un alliberament de vasopressina (hormona antidiürètica) per part de la neurohipòfisi. Així, es pot pensar que l'aquaporina 4 és decisiva per al control de l'equilibri osmòtic dintre del sistema nerviós central.

## Estructura
La seva estructura és molt semblant a la de la resta d'aquaporines, és molt hidròfoba i es divideix en sis segments d'estructura d'hèlix α que travessen la membrana i estan connectades per cinc llaços (designats amb les lletres de la A a la E). Dos d'aquests llaços estan plegats cap a la membrana donant lloc un pas estret (porus) per on passa l'aigua.
Quan es va descobrir, es va prendre l'estructura AQP1 com a base per estudiar-la. Es va veure que els llaços B i E eren igualment hidròfobs com a la resta de les proteïnes d'aquesta família, però que mancaven les cisteïnes a dos llocs concrets coneguts com els llocs d'inhibició del mercuri, el que voldria dir que no hi hauria inhibició dels canals aquosos per part d'aquest metall.
S'han trobat també tres llocs possibles on es pot glicosilar l'AQP4, tots llocs de N-glicosilació. El primer (N153) es troba al llaç C, que coincideix amb les aquaporines 2 i 3, consistent amb el fet que el llaç C es troba a la part exterior de la membrana plasmàtica. Els altres queden a la part citosòlica de la membrana, i per això no podran ser glicosilats.
A l'extrem C terminal de l'AQP4 s'han identificat unes seqüències de reconeixement per a l'anclatge de proteïnes del citoesquelet que podrien determinar la distribució espacial de la proteïna a la membrana dels astròcits.

## Regulació
L'AQP4 està regulada gràcies a una seqüència que té conservada per la fosforilació per interacció de proteïnes quinases C, així com l'AQP5 i l'AQP7. Això vol dir que té una part que pot ser fosforilada per aquestes proteïnes quinases, i que quan això es dona, llavors passa a exercir la seva funció.
El nombre de proteïnes AQP4 de l'escorça cerebral pot augmentar per un estrès hiperosmòtic.

## Malalties relacionades amb l'aquaporina 4

### Distròfia muscular
L'aquaporina-4 s'enriqueix en el sarcolema del múscul esquelètic i pot dur a terme un paper important en acomodar els canvis ràpids de volum cel·lular i les forces hidroestàtiques que es produeixen durant la contracció per tal d'evitar danys en el sarcolema. Recentment s'ha demostrat que l'AQP4 no està present en ratolins amb deficiència de distrofina, suggerint que l'AQP4 està associada amb la distròfia i té un paper important en el seu procés.
Per examinar la relació entre les aquaporines i les malalties musculars, i entre les aquaporines i la distròfia, s'ha investigat l'expressió de les aquaporines en diferents models de ratolins amb distròfia muscular i cardiomiopatia abans i després de l'aparició de la patologia. S'ha trobat que l'AQP4 s'expressa en el múscul tot i l'absència de distrofina i que l'AQP4 es perd després de l'aparició de la degeneració muscular. Les estructures OAP estan quasi absents en les membranes dels pacients que tenen DMD (distròfia muscular de Duchenne) i als ratolins mdx, amb la conseqüència de la pèrdua d'AQP4 dels músculs amb deficiència de distrofina.
Anàlisis de diversos ratolins transgènics revelen que l'AQP4 es perd fins i tot quan el DGC (complex de distrofina-glicoproteïna) està present, aquest fet podria demostrar que la pèrdua de l'AQP4 no és una conseqüència directa de la pèrdua de DGC. Per aquest motiu es pot dir que la pèrdua de l'AQP4 del múscul distròfic és una conseqüència secundària de la patologia muscular. La pèrdua d'AQP4 també es produeix en distròfies musculars causades per mutacions primàries en els gens dels sarcoglicans.
En resum, la pèrdua de l'AQP4 del múscul esquelètic està estretament lligat amb la distròfia muscular i és una característica comuna en la patogènesis. Es pot afirmar que l'AQP4 es perd en els animal que pateixen distròfia muscular. A més a més la reducció del nivells d'AQP4 és una característica comuna de les patologies musculars sigui quina sigui la primera causa de la degeneració muscular.

### Neuromielitis òptica
La neuromielitis òptica (NMO) és una malaltia de caràcter autoimmune que ataca al nervi òptic i a la medul·la espinal.
Es tracta d'una patologia que és un tipus de la coneguda esclerosi múltiple, tot i que necessita un tractament diferent.
A diferència d'altres tipus d'esclerosi múltiple, l'objectiu de l'atac autoimmune ha estat detectat: l'aquaporina 4 (AQP4).
L'anticòs immunoglobulina G1 (Ig G1), que s'uneix a l'aquaporina 4, ha estat identificada en el plasma d'un gran nombre de malalts de NMO (~75%).
La immunoglobulina G1 no és l'únic anticòs trobat en el plasma dels pacients amb NMO, però la correlació de les patologies del sistema nerviós central, teixits que normalment expressen uns nivells alts d'aquaporina 4, suggereix que la immunoglobulina G1 deu ser patògena.
Els canvis en l'expressió de l'AQP4, tant en els teixits del sistema nerviós central com en els quals no ho són, estan regulats per una resposta inflamatòria que s'indueix durant i després d'una infecció, o per autoimmunitat subjacent, cosa que pot produir la inducció dels limfòcits específics de l'AQP4 i conseqüentment patogènesis.

### Estructura de l'AQP4 iimmunologia
Les cèl·lules transfectants HEK (cèl·lules embrionàries del ronyó) utilitzades per definir la IgG necessiten l'expressió completa de l'AQP4 humana, presumptament la isoforma M1, ja que és l'única que no provoca matrius en les cèl·lules epitelials.
Dos estudis fets pel científic japonès Hideiko Takahashi i els seus col·laboradors, també van utilitzar cèl·lules HEK per expressar una isoforma indeterminada de l'AQP4. Aquests estudis van ser importants per permetre la identificació dels anticossos de l'AQP4 en els malalts de NMO.
Gràcies a la capacitat de la immunoglobulina G1 d'unir-se a les matrius d'aquaporina 4, els últims estudis fets han demostrat, gràcies a la tinció positiva de murí en el teixit del sistema nerviós central usant un microscopi de fluorescència, que no es distingeix res entre les diferents isoformes de l'AQP4.
Basant-se en la forma quaternària de la aquaporina 4 i les seves interaccions amb altres estructures membranoses és difícil imaginar un model on totes les cèl·lules B tinguin el mateix accés a la immunoglobulina G extracel·lular.
L'expressió de l'AQP4 en les membranes basolaterals de les cèl·lules en comparació amb la seva expressió en la membranes apical podria moderar la disponibilitat de l'AQP4 respecte als efectors del sistema immunològic, especialment els anticossos específics de l'aquaporina 4.

### Distribució de l'AQP4 i el nervi òptic
Estudis realitzats afirmen que en pacients amb neuromielitis òptica, les àrees del sistema nerviós central inflamades corresponen amb les àrees amb una expressió patró o majoritària de l'AQP4.

## Aplicacions de l'aquaporina 4

### En l'edemacerebral
La família de transportadors d'aigua de membrana anomenada AQPs han generat un gran interès entre els investigadors de la fisiologia de l'aigua del cervell, ja que sembla que ofereixen una nova via cap a trobar una teràpia per l'edema cerebral. En concret, l'AQP4 és el canal d'aigua que predomina al cervell.
Els estudis inicials sobre la seva localització van demostrar que només s'expressaven a les cèl·lules glials i no a les neurones. Immunomicroscopia electrònica d'alta resolució han mostrat que l'AQP4 es troba reduïda als astròcits de les membranes glials que estan en contacte directe amb els capil·lars del cervell.
Els resultats de múltiples estudis que s'han realitzat suggereixen que aquesta proteïna té un paper fonamental en el transport i equilibri cerebral d'aigua i és essencial en el desenvolupament i l'eliminació de l'edema cerebral tant intracel·lular com extracel·lular.

### En l'edema citotòxic
Per tal de demostrar la hipòtesi que l'AQP4 està involucrada en l'edema citotòxic es va dur a terme un estudi amb ratolins. Es va treballar amb dos grups: el primer estava format per aquells que sí que posseïen l'AQP4 (AQP4+/+) i el segon, per ratolins que havien estat modificats genèticament i no la tenien (AQP4-/-).
A tots dos grups se’ls va promoure l'aparició d'un edema citotòxic. Els resultats van indicar que l'eliminació de l'AQP4 als ratolins estava associada a una reducció important en l'edema. Els ratolins amb l'AQP4 van presentar una més ràpida disminució del funcionament neurològic i una més alta mortalitat en comparació amb l'altre grup.
A més a més, es van avaluar els dèficits neurològics i les anormalitats neuroanatòmiques possibles dels ratolins AQP4-/-. Després d'aquestes observacions, es va veure que no presentaven cap tipus d'irregularitat del comportament o de la coordinació ni, tampoc, sensorial o motora. Anatòmicament, no es troben diferències entre els cervells dels ratolins AQP4+/+ i els AQP4-/-.
Aquests descobriments suggereixen que la inhibició de l'AQP4 mitjançant fàrmacs podria proveir una nova opció terapèutica per reduir l'edema cerebral en una àmplia varietat de trastorns cerebrals.

### En l'edema vasogènic
En el cas de l'edema vasogènic, els ratolins AQP4-/-, tant quan l'edema és produït per injecció d'aigua intraparenquimal com quan s'ensorra la barrera hematoencefàlica, mostren un major contingut d'aigua al cervell i un major increment de la pressió intracraneal. D'aquesta forma, l'augment d'AQP4 milloraria la reabsorció del fluid de l'edema en el cas dels edemes vasogènics.
De totes maneres, encara no es té un gran coneixement sobre els mecanismes moleculars responsables de les alteracions de l'equilibri d'aigua del cervell. És un camp que requereix ser encara més investigat per a poder obtenir noves teràpies per a l'edema cerebral.